# 安田由佳
安田 由佳（やすだ ゆか、1973年3月15日 - ）は、長崎国際テレビ (NIB) の社員で元アナウンサー。旧姓：重森（しげもり）。

## 来歴
愛媛県川之江市（現・四国中央市）出身。愛媛県立川之江高等学校、大阪経済法科大学法学部を卒業後、1995年に長崎国際テレビに入社。
入社以来23年間報道部に所属し、アナウンサー兼ディレクターとして活動。安田が1年をかけて取材・制作した『NNNドキュメント'09 塀の外で見つけた居場所〜罪を犯した障害者たち』は、第47回ギャラクシー賞テレビ部門の選奨（2009年5月度月間賞）となった。長崎国際テレビがアナログ放送を行っていた時代には地上デジタル放送推進大使も務めていた。
その後制作部への異動により、2018年6月いっぱいでアナウンサーとしての活動を終えることを自身のブログで公表した。

## 担当番組
- Dr.クラナガン - 長崎担当助手
- ニュースプラス1ながさき - 「お天気情報」担当[7]
- NIBニューススポット[7]
- NIBニュースプラス1・サタデー[7]
- NNNニュースダッシュ ローカルパート[7]
- NNN Newsリアルタイム ローカルパート - 天気キャスター[8]、サブキャスター
- ビビットテレビ[8]
- NIB news every.[9] - キャスター
- NNNストレイトニュース ローカルパート[10]